# تام کرین
توماس کرین (Thomas Crean) (ایرلندی: Tomás Ó Cuirín) (زادهٔ حدود ۱۶ فوریه ۱۸۷۷‏ – درگذشتهٔ ۲۷ ژوئیه ۱۹۳۸)، ملوان و کاوشگر ایرلندی قطب جنوب بود که مدال آلبرت را برای نجات زندگی (AM) دریافت کرد. کرین، یکی از اعضای گروهی بود که به سه سفر مهم، برای کاوش قطب جنوب در دوران قهرمانانه اکتشاف جنوبگان انجام شد که شامل سفر اکتشافاتی ترا نووا توسط رابرت فالکون اسکات در سال‌های ۱۹۱۱ تا ۱۹۱۳ بود. در رقابت این سه گروه اکتشافی برای رسیدن به قطب جنوب، برنده اصلی گروه روئال آمونسن بود، اسکات و گروهش در پایان این سفر جان خود را از دست دادند. در طول این سفر، کرین ۳۵ مایل رسمی (۵۶ کیلومتر) را به تنهایی و پیاده در امتداد یخ‌تاق راس، طی کرد تا بتواند جان ادورا د ایوانز را نجات دهد؛ او برای این کارش مدال آلبرت را دریافت کرد.
کرین زمین خانوادگی خود را در نزدیکی آناس‌کاول در کانتی کری، ترک کرد تا در ۱۶ سالگی در نیروی دریایی سلطنتی بریتانیا ثبت نام کند. او در سال ۱۹۰۱، زمانی که بر روی کشتی رینگاروما در نیوزیلند کار می‌کرد، به‌شکل داوطلبانه در سال‌های ۱۹۰۱ تا ۱۹۰۴ به عضویت گروه سفر اکتشافی دیسکاوری به قطب جنوب درآمد که همین اتفاق، آغاز مسیر حرفه‌ای او بود.
کرین پس از کسب تجربه در سفر به ترا نووا، در سفر سوم و آخرش به قطب جنوب در مقام افسر دوم در گروه ارنست شکلتون، در سفر اکتشافی سلطنتی به قطب جنوب، انجام وظیفه کرد. بعد از اینکه کشتی اندورانس در احاطه یخ قرار گرفت و غرق شد، کرین و گروه حاضر در کشتی، قبل از اینکه بتوانند سفرشان را با قایق‌های نجات کشتی به جزیره الفنت ادامه دهند، ۴۲۹ روز را روی یخ‌های شناور گذراندند. کرین در این مسیر یکی از خدمه‌ای بود که با قایقی کوچک ۸۰۰ مایل دریایی (۱۵۰۰ کیلومتر) را از جزیره الفنت به جزیره جورجیای جنوبی طی کردند تا برای بقیه گروه کمک بی‌آورند.
کرین پس از اینکه در سال ۱۹۲۰ با سلامتی کامل از نیروی دریایی بازنشسته شد، آب‌جوفروشی‌اش را در قطب جنوب و در کانتی کری به همراه همسر و دخترانش راه انداخت. او در سال ۱۹۳۸ درگذشت.

## اوایل زندگی و حرفه
کرین در حدود ۱۶ فوریه سال ۱۸۷۷ در منطقه کشاورزی گورتوچران در نزدیکی روستای آناسکاول در دینگل پنینسوالا در کانتی کری ایرلند متولد شد. والدین او پاتریک و کاترین (نی کورتنی) کرین بودند و تام یکی از ۱۱ فرزند آن‌ها و دارای ۷ برادر و ۳ خواهر بود. او در مدرسه محلی کاتولیک (در نزدیکی برکلویین) درس خواند و در ۱۲ سالگی مدرسه را برای کمک به خانواده‌اش بر روی زمین کشاورزی ترک کرد. منابع بسیاری، از جمله اسمیت، تاریخ تولد کرین را ۲۰ ژوئیه ۱۸۷۷ عنوان می‌کنند، اما اخیراً بورسیهٔ تحصیلی‌اش نشان می‌دهد که این اطلاعات باتوجه به اسناد محلی ثبت شده، متفاوت است.
کرین احتمالاً پس از مشاجره با پدرش، در ۱۶ سالگی در نیروی دریایی پادشاهی بریتانیا در ایستگاه دریایی نزدیکی خلیج مینارد نام‌نویسی کرد. ثبت نام او به عنوان دریانورد کلاس ۲ در اسناد نیروی دریایی پادشاهی بریتانیا در ۱۰ ژوئیه ۱۸۹۳ ثبت شده‌است.
کارآموزی ابتدایی کرین در کشتی آموزشی اچ‌ام‌اس هاو در دوون پورت بود. در نوامبر سال ۱۸۹۴، کرین به اچ‌ام‌اس دواستاشن (Devastation) انتقال یافت و در نوامبر همان سال به اچ‌ام‌اس وایلد سوان، یک اسلوپ پروانه‌ای، رفت. این کشتی به عازم آمریکای جنوبی بود تا به ایستگاه اقیانوس آرام ملحق شود. در سال ۱۸۹۵، کرین در آمریکا بر روی کشتی رویال آرتور مشغول به کار بود. این ناو سرفرماندهی در اسکوییمالت کانادا به عنوان پایگاه اصلی استفاده می‌شد. کرین در این زمان درجه دریانورد معمولی را دریافت کرد. کمتر از یک سال بعد، در زمانی که برای دومین دوره خدمت بر روی کشتی وایلد سوان کار می‌کرد، به درجه سرناوی رسید. او بعدها به دفیانس، کشتی آموزشی اژدرافکن نیروی دریایی، ملحق شد. کرین تا سال ۱۸۹۹ به درجه افسر خرده‌پا درجه دوم رسید و مشغول خدمت در کشتی ویوید شد. در سال ۱۹۰۰ کرین به رزم ناو اچ ام اس رینگاروما فرستاده شد، این کشتی متعلق به ناو سلطنتی سپاه استرالیا در سیدنی بود. او در ۱۸ دسامبر سال ۱۹۰۱، به دلایل نامشخص تخطی از قانون، از درجه سرناوی تنزل درجه پیدا کرد. در دسامبر سال ۱۹۰۱، وقتی کشتی دیسکاوری در لیتلتون هاربر پهلو گرفت تا به قطب جنوب سفر کند، به کشتی رینگاروما دستور داده شد تا با این کشتی به کمک رابرت فالکون اسکات برود. وقتی که یکی از دریانوردهای توانای کشتی اسکات، به یک درجه دار مهناوی اعتراض کرد، کشتی را ترک کرد اما کسی باید جایگزین او می‌شد؛ کرین داوطالبانه در خواست جایگزین کرد و درخواستش پذیرفته شد.

## اواخر زندگی

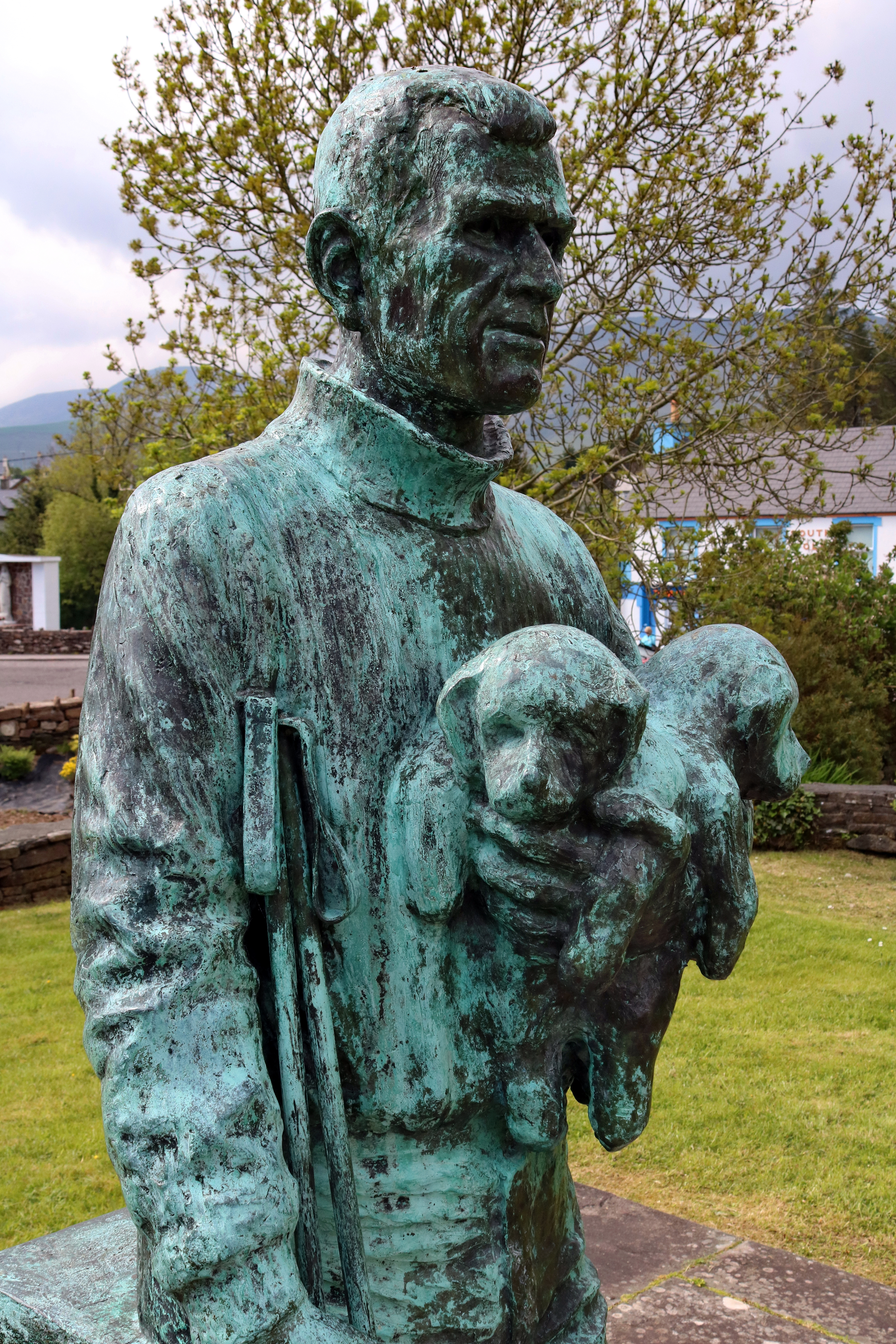
مجسمه تام کرین

کرین پس از بازگشت به بریتانیا در نوامبر سال ۱۹۱۶، وظایف دریانوردی‌اش را از سر گرفت. در ۱۵ دسامبر ۱۹۱۶ به‌خاطر خدماتش در کشتی اندورانس (به عنوان سرناوی) به درجه ناوبان یار ارتقای کرد و سومین مدال قطبی‌اش را دریافت نمود. او یک ماه بعد در آوریل، گواهی‌اش را برای فروش و مصرف الکل در خانه مسکونی‌اش دریافت کرد؛ خانه‌ای که او در سال ۱۹۱۶ خریداری کرده بود. زمانی که او در نیروی دریایی پادشاهی بریتانیا خدمت می‌کرد، کسب و کارش را به‌خاطر مراقبت از خانواده‌اش رها کرد.
کرین در ۵ سپتامبر ۱۹۱۷ با الن هرلیهی از آناسکاول ازدواج کرد. در اوایل دهه ۱۹۲۰، شکلتون در حال برنامه‌ریزی برای سفر اکتشافی دیگری به قطب جنوب بود. این سفر بعدها با نام سفر اکتشافی شکلتون-رووت شناخته شد. شکلتون از کرین و افسران دیگر کشتی اندورانس خواست تا به او ملحق شوند. اما در این زمان دختر دوم کرین به دنیا آمده بود و برنامه‌هایی برای راه‌اندازی کسب‌وکار به دنبال حرفهٔ دریانوردی خود داشت. کرین دعوت شکلتون را نپذیرفت. او در آخرین مأموریت دریایی‌اش، با کشتی اچ‌ام‌اس هکلا، در سانحه‌ای دچار سقوط بدی شد که اثرات ماندگاری بر بینایی‌اش داشت. در نتیجه به دلایل پزشکی در ۲۴ مارس ۱۹۲۰ بازنشسته شد. او به همراه همسرش الن، می‌خانه کوچکی را در آناسکاول باز کردند که کرین نام آن را مهمان‌خانه قطب جنوب گذاشت. آن‌ها سه دختر به نام‌های مری، کیت و آیلین داشتند که البته کیت در سه سالگی از دنیا رفت.
کرین در طول زندگی‌اش فردی بسیار متواضع بود. زمانی که به کری بازگشت، تمام مدال‌هایش را کنار گذاشت و هیچ وقت دربارهٔ تجربیات‌اش در قطب جنوب صحبت نکرد. هیچ شواهد معتبری مبنی بر مصاحبه کرین با مطبوعات وجود ندارد. اسمیت اعتقاد دارد که احتمالاً این موضوع به دلیل بودن کری، برای فعالیت‌های مربوط به ناسیونالیسم ایرلندی و بعدها جمهوری‌خواهی ایرلندی، در کنار کانتی کورک مرکز فعالیت‌های خشونت‌آمیز بود. خانواده کرین یک بار در طول جنگ استقلال ایرلند مورد هجوم سربازهای انگلیسی اعزام شده به ایرلند قرار گرفتند. سربازها مهمان‌خانه آن‌ها را غارت کردند تا اینکه پس از پیدا کردن اتفاقی قاب عکس کرین که در آن یونیفورم نیروی دریایی پادشاهی بریتانیا پوشیده بود و مدال‌هایش، آنجا را ترک کردند. در ۱۳ آوریل ۱۹۲۰، تام کرین در میان جمعیتی که در ترالی، برای اعتراض علیه رفتار ناعادلانه با زندانیان جمهوری‌خواه که در زندان ماونتی دست به اعتصاب غذا زده بودند، حاضر شد.
کورنلیوس کرین، برادر بزرگتر کرین، گروهبان ژاندارمری سلطنتی ایرلند RIC بود. او در کانتی کورک سکونت داشت و در زمان جنگ استقلال ایرلند در ژاندارمری سلطنتی ایرلند خدمت می‌کرد. گروهبان کرین در شبیخون ارتش جمهوری‌خواه ایرلند در ۲۵ آوریل ۱۹۲۰ در آپتون کشته شد.
کرین در سال ۱۹۳۸ به علت ترکیدن آپاندیس بیمار شد. او را به نزدیک‌ترین بیمارستان در ترالی بردند، اما به علت نبودن جراح در آنجا، کرین به بیمارستان بون سکورز در کورک منتقل شد و آپاندیسش برداشته شد. بدن کرین به علت تأخیر در جراحی، عفونت کرد و بعد از یک هفته در تاریخ ۲۷ ژوئیه ۱۹۳۸ در بیمارستان درگذشت. کرین در مقبره خانوادگی‌اش در آرامگاهی در بالیناکورتی، کورکاگوینی کانتی کری دفن شد.

## ارجاعات
1. 1 2 3 4  Murphy, David. "Crean, Thomas ("Tom")". Dictionary of Irish Biography. Royal Irish Academy. Retrieved 25 March 2021.
2. ↑  Smith, p. 16
3. ↑  Smith, p. 18
4. ↑  Smith, p. 19
5. ↑  "Registers of Seamen's Services—Image details—Crean, Thomas (until promotion to warrant officer)" (paywall). DocumentsOnline. The National Archives. Retrieved 13 August 2009.
6. ↑  "Crean, Thomas". The National Archives. 1893. Retrieved 9 May 2021.{{cite web}}:  نگهداری CS1: url-status (link)
7. ↑  Smith, pp. 20–21
8. ↑  Smith, p. 29
9. ↑  Smith, p. 31
10. ↑  Admiralty Certificate of Qualification for Warrant Officer, 17 August 1917, referenced in Smith, p. 300
11. ↑  "RN Officer's Service Records—Image details—Crean, Thomas (from promotion to Warrant Officer)" (fee usually required to view full pdf of service record). DocumentsOnline. The National Archives. Retrieved 8 December 2008.
12. ↑  Smith, p. 308
13. ↑  Smith, p. 304
14. ↑  Smith, p. 309
15. ↑  Smith, p. 306
16. ↑  "Irish Genealogy" (PDF). civilrecords.irishgenealogy.ie. Retrieved 3 November 2021.
17. ↑  Smith, p. 312
18. ↑  Interview with his daughter, Mary O'Brien "RTÉ – Charlie Bird on the trail of Tom Crean"
19. ↑  Frank McNally, 'An Irishman's Diary', The Irish Times, p. 17. Dublin, Saturday, 23 April 2016.
20. ↑  "Celebrating Tom Crean, a true hero". Irish Examiner. 26 July 2013. Retrieved 16 January 2018.
21. ↑  "We haven't forgotten Tom Crean in Annascaul". Irish Examiner. 12 July 2013. Retrieved 16 January 2018.